# Thibault Klidje
Thibault Klidje (né le 10 juillet 2001 à Hahotoe au Togo) est un joueur international togolais de football qui évolue au poste d'attaquant au Hibernian FC.

## Biographie

### Carrière en sélection
Il fait ses débuts avec l'équipe du Togo le 9 octobre 2021 lors d'un match nul 1-1 contre le Congo (rencontre comptant pour les qualifs de la coupe du monde 2022).

## Statistiques
| Saison                | Club                  | Championnat           | Championnat | Championnat | Championnat | Coupe(s) nationale(s) | Coupe(s) nationale(s) | Coupe(s) nationale(s) | Compétition(s) continentale(s) | Compétition(s) continentale(s) | Compétition(s) continentale(s) | Compétition(s) continentale(s) | Total | Total | Total |
| Saison                | Club                  | Division              | M.          | B.          | P.d.        | M.                    | B.                    | P.d.                  | Comp.                          | M.                             | B.                             | P.d.                           | M.    | B.    | P.d.  |
| 2021-2022             | Girondins de Bordeaux | Ligue 1               | 5           | 0           | 0           | -                     | -                     | -                     | -                              | -                              | -                              | -                              | 5     | 0     | 0     |
| Total sur la carrière | Total sur la carrière | Total sur la carrière | 5           | 0           | 0           | -                     | -                     | -                     | -                              | -                              | -                              | -                              | 5     | 0     | 0     |